# BRD Bucarest Open 2017
Il BRD Bucarest Open 2017 è stato un torneo femminile di tennis che si è giocato sulla terra rossa. È stata la quarta edizione del torneo che fa parte della categoria International nell'ambito del WTA Tour 2017. Si è giocato a Bucarest, in Romania, dal 17 al 23 luglio 2017.

## Partecipanti

### Teste di serie
| Nazionalità | Giocatrice             | Ranking* | Testa di serie |
| ----------- | ---------------------- | -------- | -------------- |
| Lettonia    | Anastasija Sevastova   | 19       | 1              |
| Spagna      | Carla Suárez Navarro   | 27       | 2              |
| Germania    | Julia Görges           | 45       | 3              |
| Romania     | Monica Niculescu       | 51       | 4              |
| Belgio      | Elise Mertens          | 54       | 5              |
| Romania     | Sorana Cîrstea         | 63       | 6              |
| Romania     | Irina-Camelia Begu     | 64       | 7              |
| Germania    | Tatjana Maria          | 74       | 8              |
| Russia      | Ekaterina Aleksandrova | 75       | 9              |

* Ranking al 3 luglio 2017.

### Altre partecipanti
Le seguenti giocatrici hanno ricevuto una Wild card:
- Irina Maria Bara
- Jaqueline Cristian
- Elena-Gabriela Ruse

Le seguenti giocatrici sono entrate nel tabellone principale con il ranking protetto:
- Alexa Glatch
- Polona Hercog

Le seguenti giocatrici sono passate dalle qualificazioni:

- Alexandra Dulgheru
- Magdalena Fręch
- Sesil Karatančeva
- Arantxa Rus

La seguente giocatrice è entrata nel tabellone principale come lucky loser:
- Lesley Kerkhove

### Ritiri
Prima del torneo
- Anna Blinkova → sostituita da  Nadia Podoroska
- Océane Dodin → sostituita da  Çağla Büyükakçay
- Ons Jabeur → sostituita da  Quirine Lemoine
- Kristína Kučová → sostituita da  Polona Hercog
- Varvara Lepchenko → sostituita da  Alexa Glatch
- Christina McHale → sostituita da  Kateryna Kozlova
- Monica Niculescu → sostituita da  Lesley Kerkhove
- Julija Putinceva → sostituita da  Barbora Krejčíková

## Campionesse

### Singolare
Irina-Camelia Begu ha sconfitto in finale  Julia Görges con il punteggio di 6-3, 7-5.
- È il quarto titolo in carriera per Begu, il primo della stagione.

### Doppio
Irina-Camelia Begu /  Ioana Raluca Olaru hanno sconfitto in finale  Elise Mertens /  Demi Schuurs con il punteggio di 6-3, 6-3.